# Upper Nyack
Upper Nyack è un villaggio degli Stati Uniti d'America, situato nello stato di New York, nella contea di Rockland.